# Zapotitlán Tablas
Zapotitlán Tablas est une ville et le siège de la municipalité de Zapotitlán Tablas, dans l'état de Guerrero, au sud-ouest du Mexique.